# Stenbockska huset
För byggnaden i Stockholm, se Stenbockska palatset.
Stenbockska huset, estniska: Stenbocki maja, är en nyklassicistisk byggnad i Tallinn, uppförd 1787–1792. Huset är beläget på adressen Rahukohtu tänav 3 på Domberget i Gamla staden. Byggnaden fungerar sedan år 2000, då en större renovering avslutades, som regeringskansli för Estlands regering och premiärminister.

## Historia

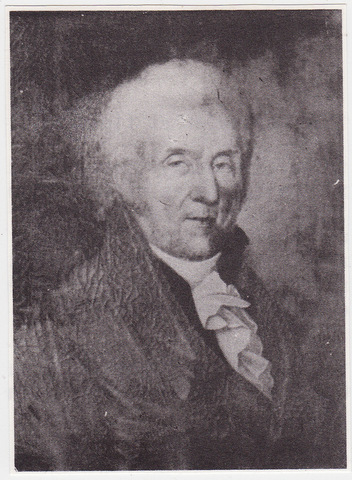
Jakob Pontus Stenbock (1744-1824), byggherre till huset.

Huset uppfördes 1787–1792 under ledning av greve Jakob Pontus Stenbock på beställning av den ryska kejserliga administrationen, efter ritningar av Johann Caspar Mohr. Stenbock var en stor landägare i svenskbygderna på Dagö och i Läänemaa. På grund av det pågående rysk-turkiska kriget fick Guvernementet Estland dock ekonomiska svårigheter, och byggnaden förblev därför i Stenbocks ägo. Stenbock använde huset som sitt privata residens i Tallinn till sin död 1824, och först 1899 blev byggnaden domstolsbyggnad som ursprungligen var avsett.
Byggnaden fortsatte att användas som domstol under den tidiga estniska republiken och sovjetockupationen fram till 1991, men förföll under sovjettiden och var i överhängande risk att kollapsa. Under åren 1996–2000 renoverades byggnaden av Estlands regering och inrymmer sedan år 2000 Estlands regeringskansli.

## Arkitektur
Huset är uppfört i en stramt nyklassicistisk stil omkring en innergård, med huvudbyggnaden mot Dombergets branta sluttning och de mer anspråkslösa utbyggnaderna mot gatan. Husets främre fasad har sex doriska kolonner i dolomitmarmor från Ösel, medan baksidan har en terrass med fri utsikt över Gamla staden och Tallinns hamn. 
På fasaden mot gatan finns en minnestavla över de parlamentsledamöter och regeringsmedlemmar som dog i samband med Sovjetunionens annektering av Estland under andra världskriget.

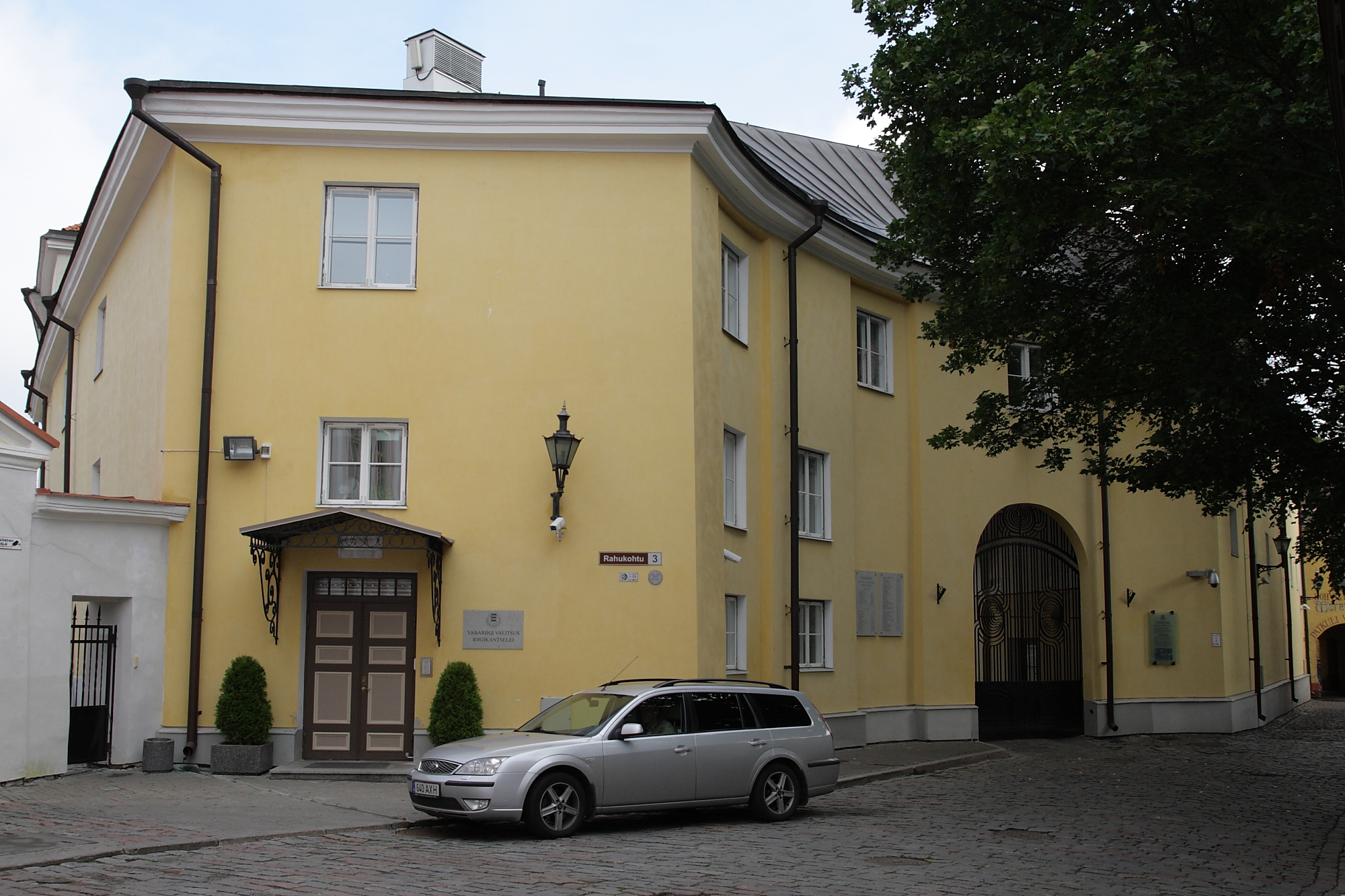
Portbyggnaden mot Rahukohtu tänav.
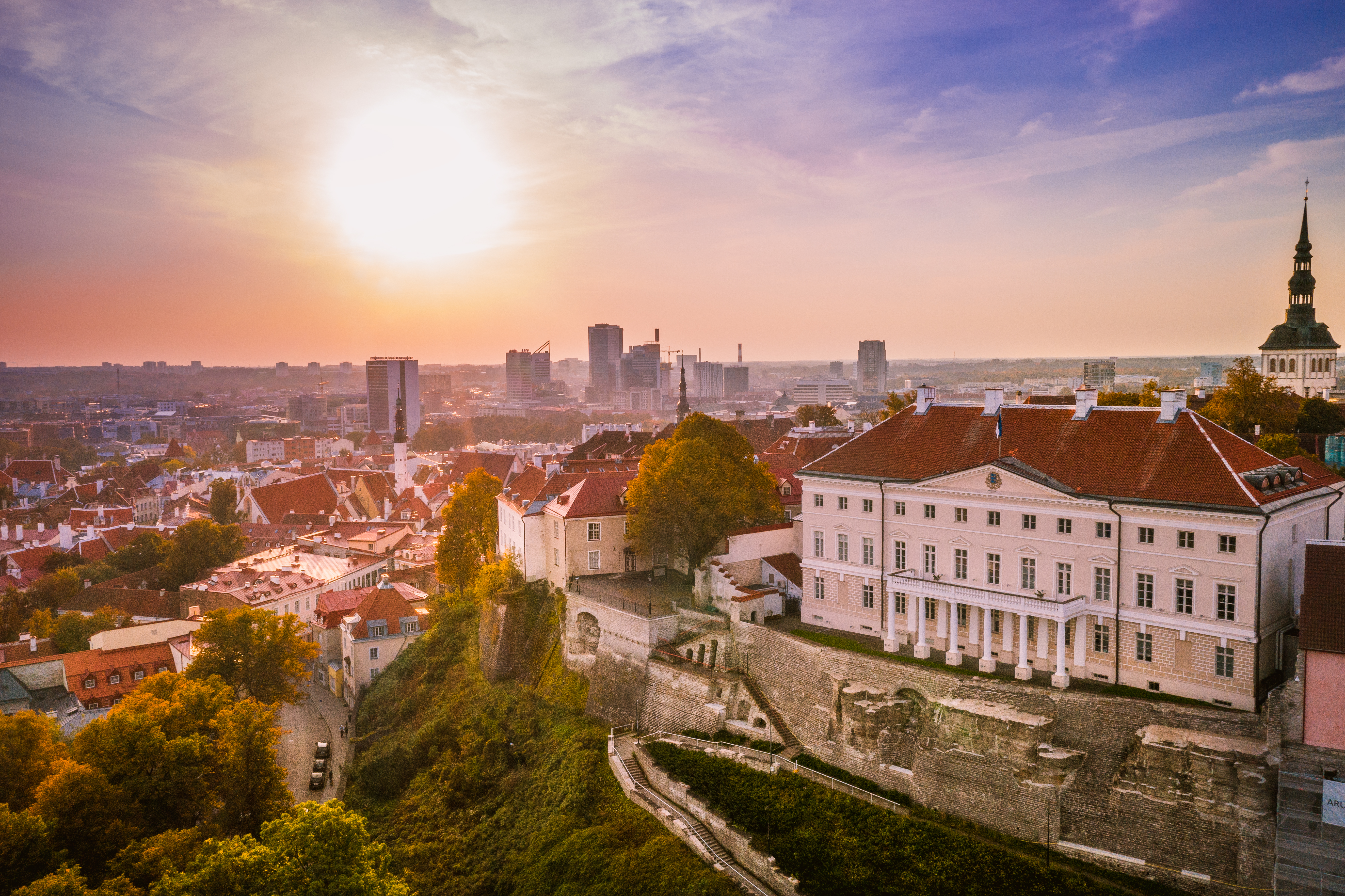
Vy över Stenbockska huset från norr.
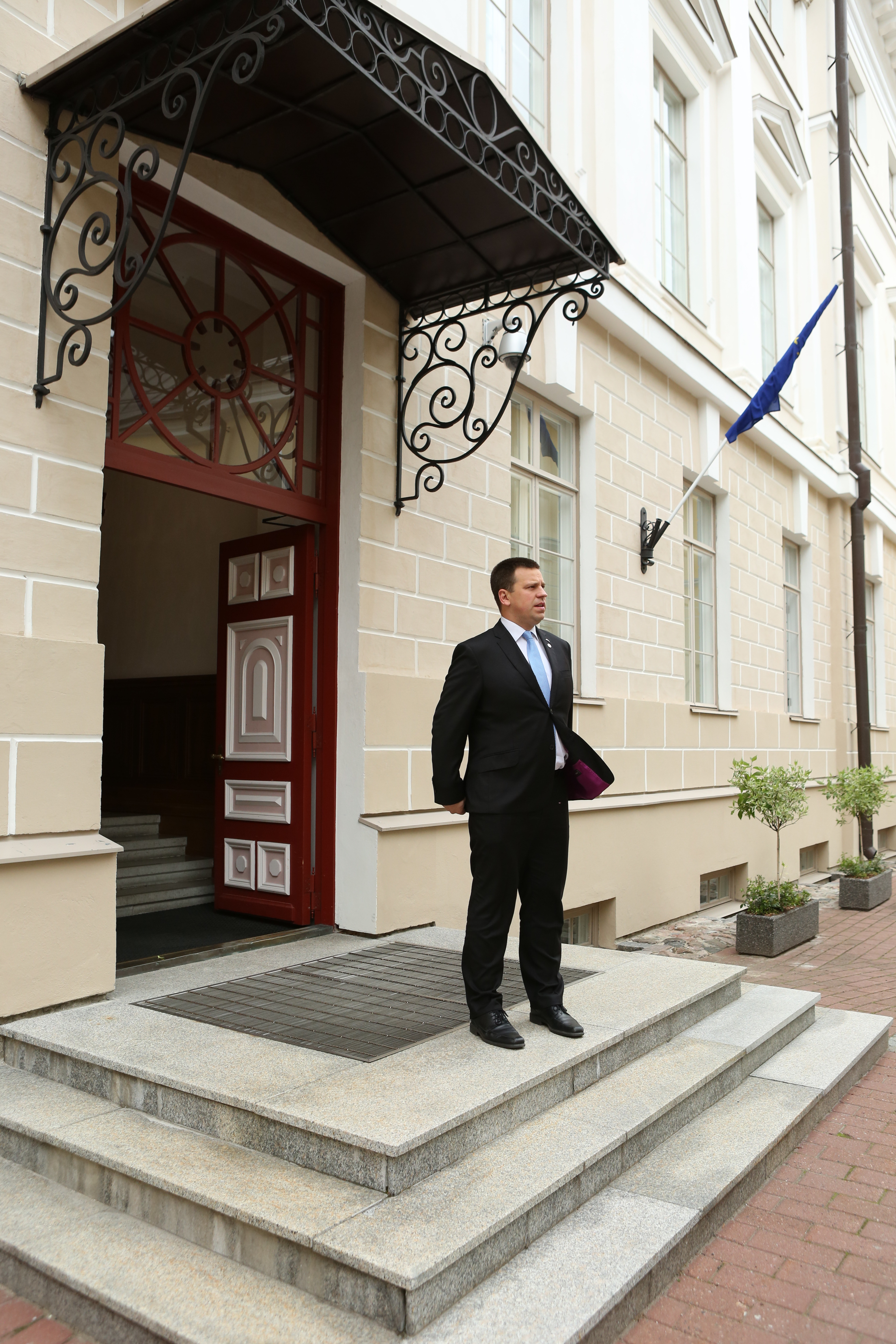
Premiärminister Jüri Ratas utanför huvudentrén, 2017.